# Melchor Ocampo (Nuevo León)
Melchor Ocampo es una localidad del estado mexicano de Nuevo León. Es cabecera del Melchor Ocampo.

## Demografía
| Censo | Población |
| ----- | --------- |
| 1930  | 878       |
| 1940  | 810       |
| 1950  | 934       |
| 1960  | 1025      |
| 1970  | 1196      |
| 1980  | 1018      |
| 1990  | 1641      |
| 1995  | 1051      |
| 2000  | 1028      |
| 2005  | 860       |
| 2010  | 579       |
| 2020  | 908       |